# Скажи ей
«Скажи ей» — российский художественный фильм 2021 года режиссёра Александра Молочникова. Премьера картины состоялась на фестивале «Кинотавр-2020», фильм участвовал в основном конкурсе.

## Сюжет
Фильм начинается с признания мальчика Саши, что он почти не помнит своих родителей Свету и Артёма счастливыми вместе. Семья живёт в Санкт-Петербурге. Артём работает учителем. Света устала от бытовых сложностей и отсутствия у мужа стремления к лучшей жизни. Она уходит от него к американцу Майклу. У Саши очень тёплые отношения с отцом, и три дня в неделю он проводит с ним. Отношения между бывшими супругами и так непростые, но ситуация усугубляется тем, что Света рассказывает сыну о подготовке к их переезду в США. Артём, разумеется, против. Мама и папа, каждый с собственной командой поддержки из бабушки и дедушки, склоняют Сашу на свою сторону. Ребёнок тяжело переживает такие манипуляции, и только его серьёзная болезнь заставляет одного из родителей — Артёма — сдаться и смириться с переездом.
В Америке Саша быстро освоился, завёл друзей, даже стал президентом класса. Но спустя некоторое время появляются проблемы. Все начинается с невинной по мнению Саши шалости с обманом сотрудников пиццерии, которая в Америке считается серьёзным проступком, и заканчивается ложным доносом на Майкла в полицию. Света считает, что все дело в дурном влиянии отца, и намерена прекратить их общение даже по телефону. Внезапно Артём приезжает сам, но попытка сесть за стол переговоров завершается скандалом. Саша сбегает, попутно поджигая машину Майкла. Света догоняет его. После долгих и эмоциональных объяснений они мирятся, и Саша просит маму отпустить его в Россию с папой. Последние кадры фильма, где отец и сын едут на велосипеде по Петербургу, говорят о том, что на этот раз уступить пришлось Свете.

## В ролях
| Актёр               | Роль           |
| ------------------- | -------------- |
| Кай Алекс Гетц      | Саша           |
| Артём Быстров       | Артём, папа    |
| Светлана Ходченкова | Света, мама    |
| Вольфганг Черни     | Майкл          |
| Алексей Серебряков  | дед Аля        |
| Марина Игнатова     | бабушка Марина |
| Игорь Черневич      | дед Женя       |
| Ирина Розанова      | бабушка Валя   |

## Награды
| Год  | Кинофестиваль                                                       | Номинация                 | Результат |
| ---- | ------------------------------------------------------------------- | ------------------------- | --------- |
| 2021 | IV Открытый фестиваль популярных киножанров «Хрустальный ИсточникЪ» | «Специальный приз прессы» | Победа    |

## Художественные особенности
Сюжет фильма отчасти автобиографичен для Молочникова. Его родители, как и у главного героя, в разводе, в детстве он жил в Америке. Хотя сам Молочников говорит, что история напрямую к его семье отношения не имеет.

## Рецензии
- Москвитин Е. «Скажи ей» Александра Молочникова — «Брачная история» между Америкой и Россией // Esquire (18.09.2020)
- Литовченко А. Вот скажи ей, американец // Российская газета (12.05.2021)